# ぎぼりつこ
ぎぼ りつこ（1976年6月15日 - ）は、兵庫県生まれの日本のイラストレーター、キャラクターデザイナー。

## 来歴
1998年にクーリアに入社。以降、ステーショナリーやファンシーグッズなどのデザインを手がける。
2001年に彼女の代表キャラクターでもあるしずくちゃんを生み出す。しずくちゃんは2006年にテレビ東京系列でテレビアニメ化され、2013年までに合計3シリーズが制作されている（詳細は「しずくちゃん#テレビアニメ」を参照）。

## キャラクター
- アニマルキャラシリーズ モンシュシュ
- しずくちゃん
- LINEクリエイターズスタンプ
  - パンダのヤムヤムは体調が悪い
  - 応援あにまるズ

## その他
- なめこ せかいのともだち 誕生!なめこの森のユニバーサルレンジャー（絵本、作画担当）[2]